# Viola, Arkansas
Viola là một thị trấn thuộc quận Fulton, tiểu bang Arkansas, Hoa Kỳ. Năm 2010, dân số của thị trấn này là 337 người.

## Dân số
- Dân số năm 2000: 381 người.
- Dân số năm 2010: 337 người.